# 井出正一
井出 正一（いで しょういち、1939年6月20日 - 2018年9月2日）は、日本の実業家、政治家。橘倉酒造代表取締役会長。
衆議院議員（3期）、厚生大臣（第77代）、新党さきがけ代表（第2代）を歴任。
父は内閣官房長官や農林大臣、郵政大臣を務めた元衆議院議員の井出一太郎。作家の井出孫六は叔父。衆議院議員の井出庸生は甥。

## 概要
長野県南佐久郡臼田町（現：佐久市）生まれ。長野県野沢北高等学校、慶應義塾大学経済学部経済学科卒業。大学では中国経済を研究していた。大学卒業後は、政治家である父・井出一太郎に代わって家業の酒造業の経営に携わる。
1986年、父・一太郎の引退に伴い、父の支持者から要請を受け、第38回衆議院議員総選挙に自由民主党公認で旧長野2区から立候補し、初当選した。当選後は父が所属していた三木派改め河本派に入会。
1988年9月2日、武村正義、鳩山由紀夫ら自民党の1年生議員とともに政策勉強会「ユートピア政治研究会」を結成した。
1993年、自民党を離党し、新党さきがけの結党に参加した。党名を「新党・さきがけ」としたのは、隣に座っていた田中秀征が井出の前に置いてあった井出後援会機関誌の名称が「先駆け」なのを見て、さきがけにしようと言い出したことによる。井出は周囲が離党についてなかなか納得せず悩んでおり、言葉の響きがいいのと、井出の機関誌の名を党名にすれば井出のプラスになるのではと思ったからだという。日本新党・新党さきがけの合同会派「さきがけ日本新党」では政策幹事を務め、両党が与党に加わっていた細川内閣を支える。細川内閣樹立後の8月17日に軽井沢で開かれた宮澤喜一と細川護熙の会談に、選挙区であることから井出も同席した。1994年、自社さ連立政権の村山内閣で厚生大臣に任命され、衆院当選3回ながら初入閣した。1995年、村山改造内閣発足により厚生大臣を退任。
1996年、新党さきがけの一員であった鳩山由紀夫の主導により、さきがけの鳩山由や菅直人、及び社会民主党を離党した議員らが民主党を結党。新党さきがけ代表の武村や日本社会党委員長の村山富市は、社会・さきがけ両党の合流による新党結成を模索していたが、新進党から結党に参加した鳩山邦夫が武村や村山の排除を鳩山由に進言し、鳩山由は武村や村山らが提唱する、社会・さきがけの合流による新党結成を拒否。社会・さきがけ合流による新党結成の失敗、及びさきがけの分裂の責任を取り武村が党代表を辞任したため、井出が後任の党代表に就任する。しかし、直後に実施された第41回衆議院議員総選挙では、長野3区から新党さきがけ公認で立候補するも、新進党前職の羽田孜元首相に敗れ、比例復活も出来ず与党党首ながら落選した。その後、新党さきがけ代表を辞任。井出の辞任後、代表は空席のまま、参議院議員の堂本暁子が実質的に党を代表していた。落選後も、さきがけが推進する「緑のPKO」活動に尽力し、1998年の第18回参議院議員通常選挙では新党さきがけから比例区より立候補したものの落選。獲得議席ゼロに終わったさきがけは解党し、井出も政界から引退した。引退後は橘倉酒造代表取締役会長、独立総合研究所取締役（研究顧問）を務めていた。
2018年9月2日、呼吸不全のため、佐久市内の病院で死去。79歳没。戒名は「瓊光院殿正巖貫道大居士」。

## 人物
- 村山内閣で厚生大臣に任命され、内閣発足から46日後の1994年8月15日、靖国神社を参拝した。
- 薬害エイズ問題を最終的に解決した厚生大臣は後の菅直人であるが、現職の厚生大臣で初めて原告団に面会したのは井出である。新党さきがけ所属の衆議院議員で、弁護士でもある枝野幸男が仲介し、極秘裏に当時赤坂にあった新党さきがけ本部の2階で面会が行われた。

## 著書
- 『終の棲家：さきがけ』三省堂、1999年7月、ISBN 4385321116